# Zaratha crotolitha
Zaratha crotolitha är en fjärilsart som beskrevs av Edward Meyrick 1915. Zaratha crotolitha ingår i släktet Zaratha och familjen Agonoxenidae. Inga underarter finns listade i Catalogue of Life.